# Шатойе, Жозеф
Жозеф Шатойе (фр. Joseph Chatoyer, англ. Joseph Chatoyer; XVIII век — 14 марта 1795 или 15 марта 1795, Кингстаун) — военный и политический лидер чёрных карибов острова Сент-Винсент, возглавлявший их в ходе Первой (1769–1773) и на начальном этапе Второй карибской войны (1795–1797).

## Биография
Ранняя биография Шатойе известна плохо. Во время Первой карибской войны Шатойе успешно руководил партизанскими действиями и вынудил Великобританию в следующем 1773 году подписать договор, признававший северную треть острова Сент-Винсент территорией чёрных карибов. 
Однако, в 1795 году карибы, при поддержке французских военных советников, перешли в наступление на территорию англичан. Чёрные карибы, возглавляемые Жозефом и его братом, достаточно быстро заняли большую часть острова, вынудив британских поселенцев укрыться в Кингстауне. Однако, попытка взять город штурмом провалилась. Более того, 14 марта батальон регулярных британских войск атаковал лагерь осаждающих на холме Дорсетшир поблизости от города. Чёрные карибы были отброшены, а их лидер, Жозеф Шатойе, был убит в бою британским майором Александром Лейтом. 
После этого карибов возглавил брат Жозефа, который смог продолжить боевые действия, которые, однако, закончились полной победой британцев. Боевые действия 1796 и 1797 годов, быстро принявшие характер этнической чистки, привели к полной победе британских войск и установлению британского контроля над всей территорией острова.

## Восприятие и память
В 1823 годов биография Шатойе легла в основу пьесы «Драма короля Шотэвэя» (англ. The Drama of King Shotaway) Уильяма Александра Брауна, которая считается первой пьесой, написанной чернокожим драматургом на территории США.
Сегодня Шатойе считается национальным героем государства Сент-Винсент и Гренадины. На холме Дорсетшир ему установлен памятник. Начиная с 2002 года 14 марта на Сент-Винсенте отмечается День национальных героев. Представитель Сент-Винсента в ООН Камилло Гонсалвеш назвал Шатойе «главным национальным героем» своей страны.